# Schenksolz
Schenksolz ist ein Ortsteil der Gemeinde Schenklengsfeld im osthessischen Landkreis Hersfeld-Rotenburg. Der Ort liegt nördlich des Hauptortes Schenklengsfeld im Solztal an der Solz.

## Geschichte

### Ortsgeschichte
Die älteste bekannte schriftliche Erwähnung von Schenksolz erfolgte unter dem Namen Schenken Sulza im Jahr 1312.
Die Nennung des Ortsnamens geschah anlässlich einer Zeugenvernehmung in einer Streitigkeit zwischen der Hersfelder Propstei Petersberg und den Herren von Buchenau. Spätere Namen für das Dorf sind Picerne (Schenk) Sulza und Schenksultz.
Zum 31. Dezember 1971 wurde die bis dahin selbständige Gemeinde Schenksolz im Zuge der Gebietsreform in Hessen auf freiwilliger Basis in die Gemeinde Schenklengsfeld eingemeindet. Für Schenksolz wurde, wie für alle bei der Gebietsreform eingegliederten Gemeinden sowie für die Kerngemeinde mit Lampertsfeld, ein Ortsbezirk mit Ortsbeirat und Ortsvorsteher nach der Hessischen Gemeindeordnung gebildet.

### Verwaltungsgeschichte im Überblick
Die folgende Liste zeigt die Staaten und Verwaltungseinheiten, denen Schenksolz angehört(e):
- vor 1648: Heiliges Römisches Reich, Fürstentum Hersfeld, Amt Landeck
- 1648–1806: Heiliges Römisches Reich, Landgrafschaft Hessen-Kassel, Fürstentum Hersfeld, Amt Landeck
- 1807–1813: Königreich Westphalen, Departement der Werra, Distrikt Hersfeld, Kanton Landeck
- ab 1815: Kurfürstentum Hessen, Fürstentum Hersfeld, Amt Landeck[7]
- ab 1821/22: Kurfürstentum Hessen, Provinz Fulda, Kreis Hersfeld[8][Anm. 2]
- ab 1848: Kurfürstentum Hessen, Bezirk Hersfeld
- ab 1851: Kurfürstentum Hessen, Provinz Fulda, Kreis Hersfeld
- ab 1867: Königreich Preußen, Provinz Hessen-Nassau, Regierungsbezirk Kassel, Kreis Hersfeld
- ab 1871: Deutsches Reich, Königreich Preußen, Provinz Hessen-Nassau, Regierungsbezirk Kassel, Kreis Hersfeld
- ab 1918: Deutsches Reich, Freistaat Preußen, Provinz Hessen-Nassau, Regierungsbezirk Kassel, Kreis Hersfeld
- ab 1944: Deutsches Reich, Freistaat Preußen, Provinz Kurhessen, Landkreis Hersfeld
- ab 1945: Amerikanische Besatzungszone, Groß-Hessen, Regierungsbezirk Kassel, Landkreis Hersfeld
- ab 1946: Amerikanische Besatzungszone, Hessen, Regierungsbezirk Kassel, Landkreis Hersfeld
- ab 1949: Bundesrepublik Deutschland, Hessen, Regierungsbezirk Kassel, Landkreis Hersfeld
- ab 1972: Bundesrepublik Deutschland, Hessen, Regierungsbezirk Kassel, Landkreis Hersfeld-Rotenburg, Gemeinde Schenklengsfeld[Anm. 3]

## Bevölkerung

### Einwohnerstruktur 2011
Nach den Erhebungen des Zensus 2011 lebten am Stichtag, dem 9. Mai 2011, in Schenksolz 42 Einwohner. Darunter waren keine Ausländer.
Nach dem Lebensalter waren 9 Einwohner unter 18 Jahren, 12 zwischen 18 und 49, 9 zwischen 50 und 64 und 12 Einwohner waren älter. Die Einwohner lebten in 21 Haushalten. Davon waren 6 Singlehaushalte, 6 Paare ohne Kinder und 9 Paare mit Kindern, sowie keine Alleinerziehende und keine Wohngemeinschaften. In 6 Haushalten lebten ausschließlich Senioren und in 9 Haushaltungen lebten keine Senioren.

### Einwohnerentwicklung
| Schenksolz: Einwohnerzahlen von 1834 bis 2019 | Schenksolz: Einwohnerzahlen von 1834 bis 2019 | Schenksolz: Einwohnerzahlen von 1834 bis 2019 | Schenksolz: Einwohnerzahlen von 1834 bis 2019 | Schenksolz: Einwohnerzahlen von 1834 bis 2019 |
| --- | --------------------------------------------- | --------------------------------------------- | --------------------------------------------- | --------------------------------------------- |
| Jahr |                                               |                                               |                                               | Einwohner                                     |
| 1834 | 1834                                          |                                               | 50                                            | 50                                            |
| 1840 | 1840                                          |                                               | 57                                            | 57                                            |
| 1846 | 1846                                          |                                               | 57                                            | 57                                            |
| 1852 | 1852                                          |                                               | 57                                            | 57                                            |
| 1858 | 1858                                          |                                               | 67                                            | 67                                            |
| 1864 | 1864                                          |                                               | 61                                            | 61                                            |
| 1871 | 1871                                          |                                               | 54                                            | 54                                            |
| 1875 | 1875                                          |                                               | 59                                            | 59                                            |
| 1885 | 1885                                          |                                               | 54                                            | 54                                            |
| 1895 | 1895                                          |                                               | 45                                            | 45                                            |
| 1905 | 1905                                          |                                               | 46                                            | 46                                            |
| 1910 | 1910                                          |                                               | 48                                            | 48                                            |
| 1925 | 1925                                          |                                               | 38                                            | 38                                            |
| 1939 | 1939                                          |                                               | 40                                            | 40                                            |
| 1946 | 1946                                          |                                               | 51                                            | 51                                            |
| 1950 | 1950                                          |                                               | 56                                            | 56                                            |
| 1956 | 1956                                          |                                               | 50                                            | 50                                            |
| 1961 | 1961                                          |                                               | 59                                            | 59                                            |
| 1967 | 1967                                          |                                               | 55                                            | 55                                            |
| 1970 | 1970                                          |                                               | 64                                            | 64                                            |
| 1980 | 1980                                          |                                               | ?                                             | ?                                             |
| 1990 | 1990                                          |                                               | ?                                             | ?                                             |
| 2000 | 2000                                          |                                               | ?                                             | ?                                             |
| 2011 | 2011                                          |                                               | 42                                            | 42                                            |
| 2019 | 2019                                          |                                               | 42                                            | 42                                            |
| Datenquelle: Historisches Gemeindeverzeichnis für Hessen: Die Bevölkerung der Gemeinden 1834 bis 1967. Wiesbaden: Hessisches Statistisches Landesamt, 1968. Weitere Quellen: LAGIS; Gemeinde Schenklengsfeld; Zensus 2011 |                                               |                                               |                                               |                                               |

### Historische Religionszugehörigkeit
| • 1885: | 54 evangelische (= 100 %) Einwohner                                |
| • 1961: | 58 evangelische (= 98,31 %), ein katholischer (= 1,69 %) Einwohner |

## Politik
Für den Ortsteil Schenksolz besteht ein Ortsbezirk (Gebiete der ehemaligen Gemeinde Schenksolz) mit Ortsbeirat und Ortsvorsteher nach der Hessischen Gemeindeordnung. Der Ortsbeirat besteht aus fünf Mitgliedern. Bei Kommunalwahlen in Hessen 2021 lag die Wahlbeteiligung zum Ortsbeirat bei 79,31 %. Alle Kandidaten gehören der „Gemeinschaftsliste“ an. Der Ortsbeirat wählte Thomas Tobolik zum Ortsvorsteher.

## Infrastruktur und Verkehrsanbindung
Für die unter Denkmalschutz stehenden Kulturdenkmale des Ortes siehe die Liste der Kulturdenkmäler in Schenksolz.
Im Ort gibt es ein Dorfheim. 
Westlich des Dorfs verläuft die Landesstraße 3171.
Der öffentliche Personennahverkehr erfolgt durch die ÜWAG Bus GmbH mit der Linie 340.
Der Haltepunkt Schenkensolz lag an der Bahnstrecke Bad Hersfeld–Heimboldshausen (Solztalbahn), die seit dem Jahr 1999 stillgelegt ist.
Durch den Ort führt entlang der ehemaligen Bahntrasse der Solztalradweg, Teil des Bahnradwegs Hessen. Dieser führt von Hanau auf ehemaligen Bahntrassen circa 250 km durch den Vogelsberg und die Rhön und endet in Bad Hersfeld.

## Persönlichkeiten
- Tanja Hartdegen (* 1970), Politikerin (SPD), wohnt in Schenksolz.